# Clervaux (cantão)
Clervaux é um cantão de Luxemburgo e está dividido em oito comunas.
- Clervaux
- Consthum
- Heinerscheid
- Hosingen
- Munshausen
- Troisvierges
- Weiswampach
- Wincrange